# Bit Generations
 (avril 2020).
Si vous disposez d'ouvrages ou d'articles de référence ou si vous connaissez des sites web de qualité traitant du thème abordé ici, merci de compléter l'article en donnant les références utiles à sa vérifiabilité et en les liant à la section « Notes et références ».

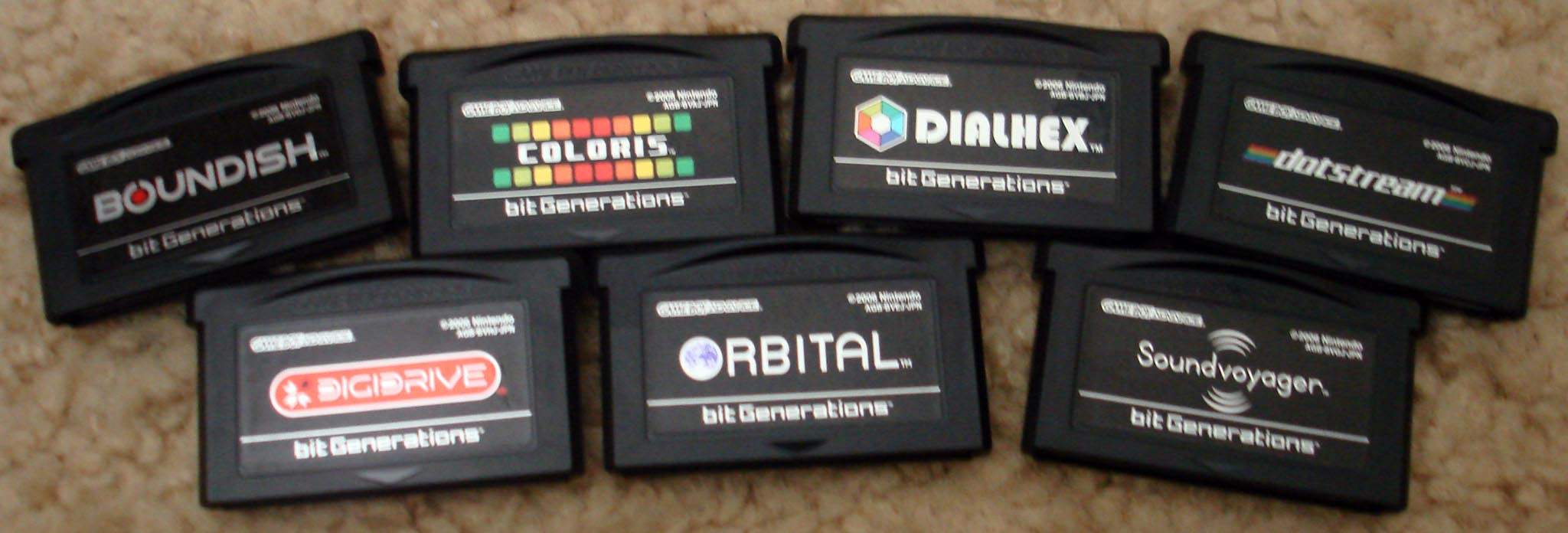

bit Generations est une série de jeux vidéo de réflexion développée par Skip (à l'exception de Digidrive développé par Q-Games) et éditée par Nintendo, sortis sur Game Boy Advance. Elle fut annoncée à l'E3 2005 sous le nom Digitylish. Les jeux proposent des graphismes minimalistes et sont vendus à petit prix.
Elle a été suivie par la série Art Style sur WiiWare et DSiWare.

## Titres
- Boundish
- Dialhex (Rotohex dans la gamme Art Style)
- Dotstream (Light Trax dans la gamme Art Style)
- Coloris
- Orbital (Orbient dans la gamme Art Style)
- Soundvoyager
- Digidrive (Intersect dans la gamme Art Style)